# Routemaster

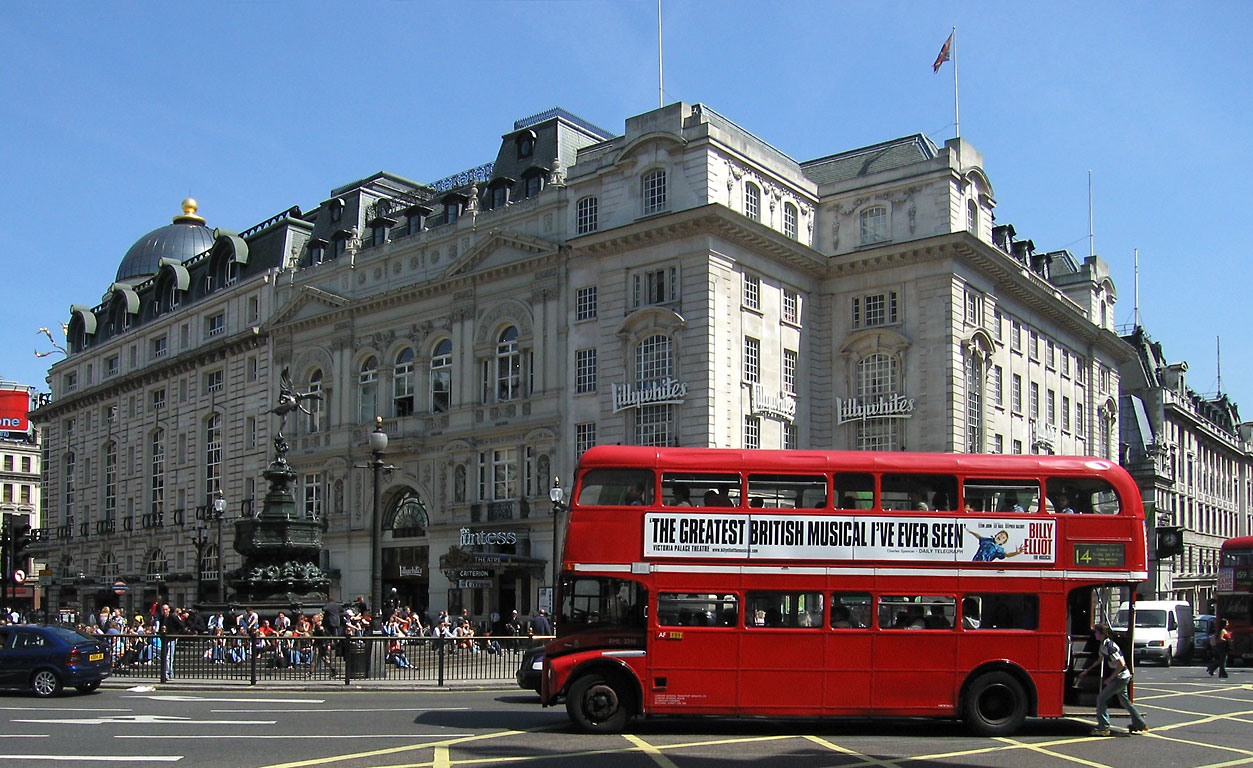
En Routemaster på Piccadilly Circus

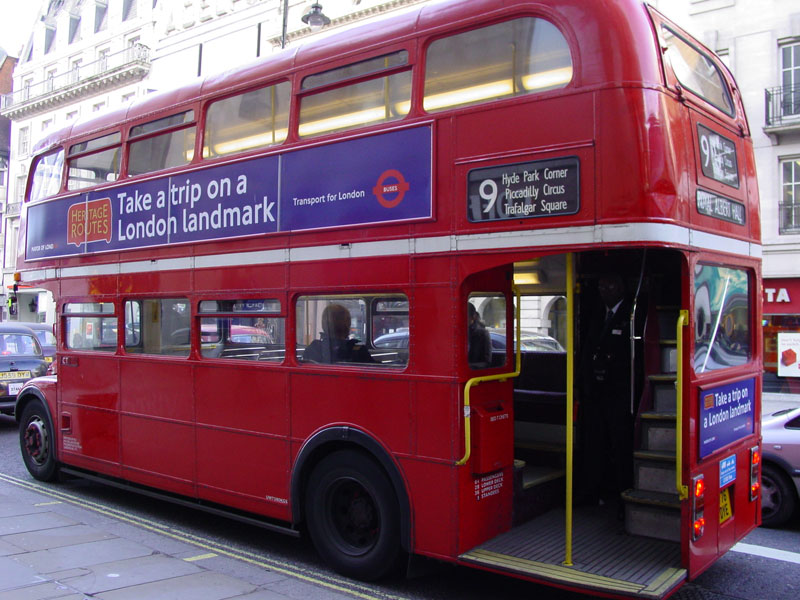
Routemaster, med öppen plattform baktill

Routemaster är en dubbeldäckarbuss tillverkad av de brittiska företagen Associated Equipment Company och Park Royal Vehicles.
Routemastern är en av de busstyper som präglade gatumiljön i London under andra hälften av 1900-talet. Den var den sista bussen som egenutvecklades av London Transport. Routemastern tillverkades 1954–1968. Senare inköpta bussar har ofta varit dubbeldäckare, men inte varit unika för just London som de klassiska bussarna. Utmärkande för Routemaster och dess föregångare var den speciella fronten samt en öppen plattform baktill, som medgivit på- och avstigning i farten. Busstypen förekommer även på andra håll på de Brittiska öarna och bland annat i Indien, särskilt i Bombay.

## Bakgrund
Anledningen till att dessa bussar byggdes på höjden, var en gammal trafikstadga som sade att inga fordon längre än 8,38 meter, senare 9,14 meter, fick framföras på Londons gator. Därför byggdes inte bara bussar och trådbussar, utan även spårvagnar, som dubbeldäckare.
Efter det att denna stadga upphävts blev det fritt fram för mer konventionella bussar på Londons gator, såsom vanliga enplansbussar med olika längd och ledbussar. Ledbussar av typ Volvo B7LA med Wright Eclipse Fusion-karosser och Mercedes-Benz Citaro O530G trafikerade Londons gator mellan 2001 och 2011. 2011 ersattes dock samtliga ledbussar av andra nytillverkade dubbeldäckare och senare även av nya Routemaster.

## Kaross
Routemasterbussarna är i huvudsak byggda i aluminium. Föregångarna hade ofta en stomme av trä, vilken ofta ruttnade i Londons fuktiga klimat. Efter andra världskriget hade de brittiska flygplanstillverkarna tomma orderböcker, men gedigen erfarenhet av att bygga i aluminium, och därför föll det sig naturligt att ställa om produktionen från flygplan till bussar.

## Teknik
Routemastern har motorn frontmonterad, och drivning på bakaxeln. Busschauffören sitter i en egen kupé på höger sida om motorn, helt avskild från passagerarna.
Bussmodellen var konstruerad för tvåmansbetjäning. Behovet av konduktör gjorde den dyrare i drift än många, framförallt modernare bussar.
Den enda trappan till övervåningen är placerad längst bak på bussens högersida, omedelbart bakom höger hjulhus, vid den dörrfria ingången. Ingången har inga trappsteg och till den nedre våningen är det ett trappsteg upp från ingången.
Bussarna har hyrauliska bromsar, vilket är ovanligt bland tyngre fordon. Routemastern  har också automatiska växellådor med förval av fabrikatet Wilson. Elsystemet är rudimentärt. Föraren har i princip bara två strömbrytare, förutom "blinkerspaken", att hålla reda på: en för belysningen och en för vindrutetorkaren.

## Trafik
De sista Routemaster-bussarna i reguljär trafik trafikerade linje 159 till den 9 december 2005.
Därefter har två så kallade "Heritage Routes" med Routemaster upprätthållits, inledningsvis på linje 9 och på linje 15 sju dagar i veckan. Trafiken med Routemaster började därefter att begränsas allt mer för att under 2019 endast trafikeras på linje 15 under veckoslut och helgdagar mellan påsk och slutet av september. P.g.a. covid-19-pandemin blev det inga turer med Routemaster under 2020- och 2021-års säsonger vilket innebar att trafiken med Routemaster därefter lades ner helt.

## Modeller

### RM, The Standard Routemaster
Tekniska data RM
- Bredd: 8 ft (244 cm)
- Längd: 27 ft 6 inches (838 cm)
- Höjd: 14 ft 4½ inch (438 cm)
- Sittplatser: 64 varav 36 på övre däck

Denna busstyp kallas också för "64 seaters".
2120 stycken byggdes.

### RML, The Lengthened Routemaster
Tekniska data RML
- Bredd: 8 ft (244 cm)
- Längd: 30 ft (914 cm)
- Höjd: 14 ft 4½ inch (438 cm)
- Sittplatser: 72 varav 40 på övre däck

Denna busstyp kallas också för "72 seaters".
524 stycken av denna typ byggdes.
Man känner igen dessa 72-sitsars bussar genom att de har en extra mindre sidoruta på nedervåningens och övervåningens sidor (se bild i denna artikel).

### Andra typer
Vidare finns minst fem ytterligare typer eller varianter av routemasterbussen. En variant har faktiskt dörrar framtill, denna gick främst på linjen till Heathrows flygplats.
En annan variant har en taklös övervåning, denna används främst till sightseeingturer i London. Dessa taklösa bussar är ombyggda standardbussar.
Däremot finns det en envånings, men det rör sig om en ombyggd standardbuss som fick övervåningen utbränd efter ett sabotage.

### Modernisering
Många bussar moderniserades under 1980- och främst under 1990-talet. De fick nya miljövänligare motorer, helautomatiska växellådor, och delvis ny inredning med bättre belysning. Bussar utan dörrar togs ur drift.

## Kuriosa
Några utrangerade Routemasters har sålts till Sverige, vilka oftast använts för reklamändamål eller för charter.

## Nya Routemaster
År 2012 insattes en nykonstruerad dubbeldäckare, vilken utvecklats för London Transport med inspiration av Routemaster, i trafik i London. Denna busstyp benämns Nya Routemaster, eller tidigare "New Bus for London".